# Ferialpraktikant
Ferialpraktikant ist eine Form der Ferialbeschäftigung in Österreich.
Schüler oder Studenten absolvieren als Ferialpraktikant, zur Ergänzung ihrer Ausbildung, ein im Lehrplan oder in der Studienordnung vorgeschriebenes Pflichtpraktikum in einem Unternehmen. Beispielsweise sind Pflichtpraktika in den Lehrplänen der HTLs vorgesehen. In den Lehrplanbestimmungen sind Dauer des Praktikums, Art der Tätigkeit und die Verpflichtung zur Abfassung eines Berichts geregelt.
Der Ferialpraktikant muss, um in den Ferien arbeiten zu dürfen, das 15. Lebensjahr vollendet und die allgemeine Schulpflicht beendet haben.
Der Ausbildungszweck steht im Vordergrund, der Ferialpraktikant ist nicht weisungsgebunden und es gibt keine Arbeitsverpflichtung, seine Anwesenheit ist nicht an die betriebliche Arbeitszeit gebunden.

## Entlohnung
Dem Ferialpraktikanten steht kein reguläres Arbeitsentgelt zu. Es kann alternativ ein Taschengeld bezahlt werden. Die Höhe des Taschengeldes kann grundsätzlich frei vereinbart werden. Ist das Taschengeld jedoch über der Geringfügigkeitsgrenze angesiedelt, besteht Beitragspflicht bei der Krankenkasse. Sind in den jeweiligen Kollektivverträgen Regelungen bzgl. Ferialpraktikanten getroffen, so sind diese anzuwenden. Der Kollektivvertrag für das Hotel- und Gastgewerbe sieht beispielsweise ein Entgelt in Höhe der Lehrlingsentschädigung vor. 

## Arbeitsrechtliche Stellung
Der Ferialpraktikant ist kein Arbeitnehmer im arbeitsrechtlichen Sinn. Für den Ferialpraktikanten gelten die arbeitsrechtlichen Bestimmungen wie Urlaubsgesetz, Entgeltfortzahlungsgesetz, Angestelltengesetz oder Kollektivvertrag nicht. Ferialpraktikanten sind während des Pflichtpraktikums beitragsfrei unfallversichert.